# غاري هاكيت
غاري هاكيت (بالإنجليزية: Gary Hackett)‏ (11 أكتوبر 1962 في المملكة المتحدة - ) هو لاعب كرة قدم بريطاني في مركز جناح ‏. لعب مع ستوك سيتي وشروزبري تاون ونادي أبردين ونادي بيتربورو يونايتد ووست بروميتش ألبيون ونادي تشستر سيتي وHalesowen Town F.C. ‏ وبرومزغروف روفرز ‏.

## وصلات خارجية
- غاري هاكيت على موقع قاعدة بيانات كرة القدم.إي يو (الإنجليزية)